# Zayed-Sports-City-Stadion
Das Zayed-Sports-City-Stadion (arabisch ستاد مدينة زايد الرياضية; englisch Zayed Sports City Stadium) ist ein Fußballstadion mit Leichtathletikanlage in Abu Dhabi, der Hauptstadt des Emirats Abu Dhabi, Vereinigte Arabische Emirate. Es ist die Heimspielstätte der Fußballnationalmannschaft der Vereinigten Arabischen Emirate. Einen Fußballverein, der das Stadion regelmäßig nutzt, gibt es nicht.

## Geschichte
Eröffnet wurde das Stadion 1980, damals bot es 60.000 Plätze. Inzwischen stehen nach einigen Umbauten nur noch 43.000 Plätze zur Verfügung. Trotz dessen ist es nach wie vor das größte Stadion des Landes. Die Sportstätte befindet sich etwas außerhalb des Stadtzentrums im Südosten von Abu Dhabi. Es bildet das Zentrum des Zayed-Sports-City-Komplexes. Hier befindet sich auch der Sitz des nationalen Fußballverbandes, der United Arab Emirates Football Association und der Fußballnationalmannschaft der Vereinigten Arabischen Emirate.
1996 wurden auf der Anlage Spiele der Fußball-Asienmeisterschaft ausgetragen. Im Jahr 2003 fanden hier mehrere Partien der Junioren-Fußballweltmeisterschaft statt, darunter das Endspiel zwischen Spanien und Brasilien. Das Zayed-Sports-City-Stadion war auch einer der beiden Austragungsorte der FIFA-Klub-Weltmeisterschaft 2009. Zu diesem Zweck wurden 2009 aufwändige Renovierungsarbeiten durchgeführt. 2017 kehrte die FIFA-Klub-Weltmeisterschaft in das Stadion zurück. Auch für die FIFA-Klub-Weltmeisterschaft 2018 und die Fußball-Asienmeisterschaft 2019 wurde das Stadion genutzt.